# سده (خواف)
سده شهری از توابع بخش سلامی در شهرستان خواف استان خراسان رضوی ایران است. در اردیبهشت سال ۱۴۰۰ بر اساس مصوبه هیئت وزیران روستای سده به شهر ارتقاء یافت.

## جمعیت
جمعیت شهر سده براساس سرشماری عمومی نفوس و مسکن در سال ۱۳۹۵ برابر با ۵۰۰۰ نفر بوده‌است.